# Дрбоян, Мария Барзаниевна

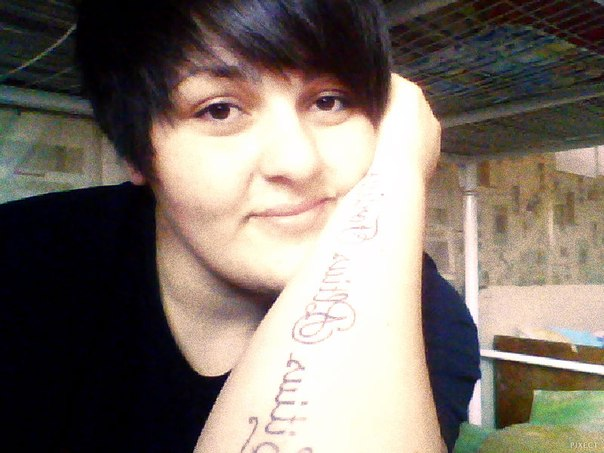

Мария Дрбоян — украинская легкоатлетка, борец сумо, бывшая чемпионка мира по сумо в командном турнире (2012), действующая чемпионка мира по сумо в весовой категории +95 кг (2014).

## Биография
Мария родилась 11 января 1995 года в селе Благовка, Украина. Занималась легкой атлетикой в ДЮСШ управления образования по специализации метание диска, молота, толкание ядра. На всеукраинских соревнованиях спортсменка неоднократно занимала призовые места по толканию молота и ядра. Позже, Мария поступила в Луганское высшее училище физической культуры. А с сентября 2012 она студентка Луганского национального университета им. Т. Шевченко, в котором первый её тренер Ложечка Михаил Владимирович предложил заняться борьбой сумо. Старт был успешным: Мария вошла в состав сборной команды Луганской области, а позже, по результатам чемпионата Украины, девушку взяли и в сборную Украины.

## Спортивные результаты
1. Первенство мира среди юниорок (27 октября 2012 г., Гонконг, Китай). 1 место — командный турнир; 2 место — абсолютная весовая категория[1];
2. Первенство Европы среди юниорок до 21 года(18-21 апреля 2013, Варшава, Польша). 1 место — командный турнир; 2 место — весовая категория +80 кг;
3. Первенство Европы среди юниорок до 18 лет (1-4 июня 2013, Луцк, Украина). 1 место — командный турнир; 2 место — абсолютная весовая категория;
4. Первенство Европы среди юниорок до 21 года(26-27 апреля 2014, Варшава Польша). 1 место — абсолютная весовая категория; 3 место — весовая категория +80 кг; 3 место — командный турнир;
5. Первенство Европы среди юниорок до 23 лет (26-27 апреля 2014, Варшава Польша). 1 место — весовая категория +80 кг; 1 место — командный турнир; 2 место — абсолютная весовая категория;
6. Чемпионат Европы (26-27 апреля 2014, Варшава Польша). 1 место — командный турнир[2];
7. Чемпионат Мира (31 августа 2014, Гаусюнь, Тайвань). 1 место — весовая категория +95 кг[3]; 2 место — командный турнир;

Луганская сумоистка Мария Дрбоян признана лучшей спортсменкой Луганской области в апреле и ноябре 2014 года.
В ноябре 2014 года в абсолютной весовой категории стала победительницей Кубка мира по сумо, который проходил в столице Беларуси — Минске. Кроме того, Мария в весовой категории свыше +95 кг стала ещё и серебряным призёром турнира. А в составе женской сборной вместе с Березовской, Максименко и Бойковой выиграла ещё один комплект серебряных наград в командных соревнованиях. В турнире принимали участие 80 спортсменов из 14 стран.